# Artemidin tempelj v Džerašu
Artemidin tempelj v Džerašu v rimski tempelj posvečen Artemidi v mestu Džeraš v Jordaniji. Tempelj je bil zgrajen na eni najvišjih točk in je obvladoval celotno mesto. Razvaline templja so še vedno eden najznamenitejših spomenikov, ki so ostale od starodavnega mesta Gerasa (Džeraš).

## Zgodovina
Artemida je bila boginja in zaščitnica mesta in jo je častilo helenistično prebivalstvo Gerasa, semitski del prebivalstva pa raje Zevsa. Gradnja templja je bila končana leta 150, v času vladavine cesarja Antonina Pija.
Stavba je imela hexastyl portik z dvanajstimi stebri, od tega jih še vedno stoji enajst. Korintski kapiteli, ki krasijo stebre, so zelo dobro ohranjeni. Stene templja so imele tri vhode, okrašene s tremi korintskimi pilastri.
Artemidin tempelj naj bi bil najlepši in najpomembnejši tempelj starodavne Gerase, ki je vseboval fin marmorni opaž in bogato okrašen kultni kip znotraj cele.
Če bi bil še v uporabi do 4. stoletja, bi bil tempelj med preganjanjem poganov v poznem rimskem cesarstvu zaprt. V zgodnjem 12. stoletju se je tempelj spremenil v trdnjavo z garnizonom, ki ga je na območju postavil Zahir ad-Din Toghtekin, atabeg iz Damaska. Jeruzalemski kralj Baldwin II. je trdnjavo zajel in požgal leta 1121–1122. Notranji deli tempeljskih sten še vedno jasno kažejo učinek velikega ognja.
Tempelj je skupaj z drugimi ruševinami na območju Gerase izkopal Clarence Stanley Fisher in njegova odprava v 1930-ih.